# Fritz Preller
Fritz Preller (* 24. Oktober 1918 in Zappendorf; † unbekannt) war ein deutscher Funktionär und  Volkskammerabgeordneter für den Freien Deutschen Gewerkschaftsbund (FDGB).

## Leben
Preller stammte aus der preußischen Provinz Sachsen und war der Sohn einer Arbeiterfamilie. Nach dem Besuch der Schule nahm er eine Lehre zum Maschinenschlosser auf. Später erwarb er den Abschluss als Diplomwirtschaftler. Hauptberuflich wurde er Vorsitzender des Kreisvorstandes Halle (Saale) des FDGB.

## Politik
Preller wurde nach dem Zweiten Weltkrieg Mitglied des FDGB. In der Wahlperiode von 1963 bis 1967 war er Mitglied der FDGB-Fraktion in der Volkskammer der DDR. Er war in dieser Zeit Sprecher seiner Fraktion. Im November 1968 gehörte er zu den Mitorganisatoren der Rechtskonferenz des Bundesvorstandes des FDGB in Halle.

## Schriften
- Weitere Entwicklung der sozialistischen Demokratie in der Rechtspflege. In: Das neue Strafrecht, S. 81.